# Zwischen zwei Feuern (1955)
Zwischen zwei Feuern (deutscher Alternativtitel: Als Vergeltung sieben Kugeln; Originaltitel: The Indian Fighter) ist ein amerikanischer Western aus dem Jahr 1955 mit Kirk Douglas als Held und Walter Matthau als dessen Gegenspieler. Regie führte André De Toth nach einem Drehbuch von Robert L. Richards, Frank Davis und Ben Hecht.

## Handlung
Ein Siedlertreck wird von Sioux-Indianern angegriffen und kann in ein nahegelegenes Fort flüchten. Dem Trapper Johnny Hawks gelingt es jedoch, zwischen der Armee und den Sioux unter deren Häuptling Red Cloud zu vermitteln und einen Friedensvertrag zu schließen. Die Indianer werden von den Ganoven Todd und Chivington, die es auf das Gold im Land der Sioux abgesehen haben, unter Zuhilfenahme von Whisky zu Angriffen verleitet. Auch nach dem Friedensschluss versuchen die beiden, an das Gold zu kommen. Dabei töten sie Red Clouds Bruder, worauf dieser Rache schwört. Um den Frieden endgültig zu sichern, jagt Hawks die Banditen, um sie an die Sioux auszuliefern.

## Hintergrund
Zwischen zwei Feuern wurde in Bend, Oregon gedreht. Premiere in den USA war am 21. Dezember 1955, in den bundesdeutschen Kinos lief der Film ab dem 20. April 1956.

## Synchronisation
| Rolle        | Darsteller     | Deutscher Sprecher    |
| ------------ | -------------- | --------------------- |
| Johnny Hawks | Kirk Douglas   | Gert Günther Hoffmann |
| Wes Todd     | Walter Matthau | Wolf Martini          |
| Chivington   | Lon Chaney     | Franz Nicklisch       |

## Kritiken
Das Lexikon des internationalen Films meint, Zwischen zwei Feuern sei ein „ansehnlich gespielter und fotografierter Western der Nachbürgerkriegsära“.